# Kristofer Samba
Kristofer Samba (fr. Christopher Samba; Kretej, 28. mart 1984), bivši fudbaler. Rođen je u Francuskoj. Bio je nekadašnji kapiten engleskog tima Blekburn Rovers i nekadašnji reprezentativac Konga.

## Spoljašnje veze
- Kristofer Samba на веб-сајту  (језик: енглески)
- Kristofer Samba на веб-сајту  (језик: енглески)